# Frederick Dana Marsh
Frederick Dana Marsh (1872 – 20 de diciembre de 1961) fue un ilustrador estadounidense.
Nacido en 1872, hijo de un próspero comerciante de Chicago, Marsh asistió a la Escuela de Arte del Instituto de Chicago, donde trabajó con artistas preparando murales para la Feria Mundial de Chicago en 1893, aprendiendo las técnicas de brocha grande de la pintura mural.
Fue a París donde en 1895 se casó con Alice Randall, una compañera de estudios de arte de Chicago. Mientras vivían en un estudio en Montparnasse, tuvieron dos hijos, James y Reginald, quienes alcanzaron renombre como artistas. Su "Dama de Escarlata", un retrato de cuerpo entero de su esposa, ganó la Medalla de Bronce Internacional y se exhibió ampliamente. Ahora reside en el Museo Newark en Nueva Jersey.
Marsh y su familia regresaron a Nueva York a principios de siglo, mudándose a Nutley, Nueva Jersey, donde adquirieron una casa ubicada en The Enclosure, una calle que había sido establecida como colonia de artistas algunas décadas antes por el pintor estadounidense. Frank Fowler. En 1914 se mudaron a la conocida colonia de artistas de New Rochelle en New Rochelle, Nueva York. Marsh asistió a la Universidad de Yale desde 1916 hasta 1920, tiempo durante el cual trabajó como editor de 'Yale Record'.
Creó pinturas para clientes adinerados, así como una serie de murales titulados "Alegorías de la industria" para la Biblioteca de la Sociedad de Ingeniería de Nueva York. Marsh también hizo una serie de murales de terracota titulados "Historia marítima del Hudson" para el Hotel McAlpin en Nueva York, que luego trasladaron al metro de la ciudad de Nueva York en 2000. Durante la Primera Guerra Mundial, elaboró carteles patrióticos para el departamento de publicidad de la Marina.
Marsh se retiró en gran medida del arte comercial en 1928. Durante el año siguiente fallecieron sus padres, esposa e hijo menor. En 1930 se casó con la artista Mabel Van Alstyne, y en 1931 se mudó a Ormond Beach, Florida, donde construyó una gran casa junto a la playa Streamline Moderne conocida como "Battleship House" (hasta que fue demolida) que estaba ampliamente decorada con murales y esculturas en relieve. Con la ayuda de su esposa, Marsh continuó creando obras de arte mientras estaba en Florida, incluida la estatua del "Jefe Tomokie" en el Parque Estatal Tomoka y cuatro esculturas de musas para el exterior del Auditorio Peabody en Daytona Beach . Por el resto de su vida, Marsh también continuaría dividiendo su tiempo entre Ormond Beach y Woodstock, Nueva York.
Marsh murió el 20 de diciembre de 1961.